# Evan Jones
Pour les articles homonymes, voir Jones.
Evan Jones, né le 1er avril 1976, à College Station (Texas, États-Unis), est un acteur et scénariste américain.

## Biographie
Evan Jones passe quelques années en Caroline du Sud. Il joue pour la première fois dans une production théâtrale au lycée de sa ville de résidence. Après quelques rôles principaux au théâtre, il se rend à Los Angeles. Il fait alors partie des Gauchos de l'université de Californie à Santa Barbara (UCSB). Il joue dans différentes publicités télévisées.

## Carrière
Son premier tournage a lieu en 1997, dans le téléfilm On the line, aux côtés du rappeur Coolio.
L'année suivante, il obtient de petits rôles dans Pacific Blue, Felicity et Le Flic de Shanghaï.
En 2000, il est présent dans les séries Les Médiums, Washington Police et Beyond Belief: Fact or Fiction.
En 2002, il tourne dans 8 Mile, de Curtis Hanson, avec Eminem, ainsi que dans Wishcraft.
En 2004, il joue dans les films The Last Shot de Jeff Nathanson et Mr. 3000 de Charles Stone III (en).
En 2006, il joue aux côtés de Jake Gyllenhaal, Peter Sarsgaard, Jamie Foxx ou encore Brian Geraghty dans Jarhead : La Fin de l'innocence, de Sam Mendes, ainsi que dans Les Chemins du triomphe, Rescue Dawn réalisé par Werner Herzog.
En 2007 et 2008, il joue dans la série October Road. Cette même année, il retrouve Curtis Hanson dans Lucky You.
En 2010, il tourne dans la série Detroit 1-8-7 et au cinéma dans Mirrors 2 de Victor García, Le Livre d'Eli d'Albert et Allen Hughes, The Dry Land de Ryan Piers Williams et Answer This!.
En 2013, il a un petit rôle dans Gangster Squad de Ruben Fleischer. L'année suivante, Seth MacFarlane le fait jouer dans sa comédie Albert à l'ouest et il est également au casting de The Homesman de Tommy Lee Jones avec Hilary Swank. Il joue aussi dans la mini-série Houdini, l'illusionniste.
En 2015, il est présent sur le petit écran dans Backstrom, Graceland et Les Experts : Cyber.
En 2017, il joue dans Les Gardiens de la Galaxie Vol. 2 de James Gunn et L'Exécuteur réalisé par Ric Roman Waugh avec Nikolaj Coster-Waldau, Omari Hardwick, Lake Bell, Jon Bernthal et Emory Cohen. À la télévision, il apparaît dans Santa Clarita Diet, Midnight, Texas et Legends of Tomorrow.
L'année suivante, il tourne sur le grand écran dans Hotel Artemis de Drew Pearce et Criminal Squad.
En 2019, il est présent dans la série Titans.

## Filmographie

### Cinéma

#### Longs métrages
- 1999 : The Distraction de Greg Tennant : Paul
- 2002 : 8 Mile de Curtis Hanson : Cheddar Bob
- 2002 : Wishcraft de Richard Wenk et Danny Graves : Eddie
- 2004 : The Last Shot de Jeff Nathanson : Troy Haines
- 2004 : Mr. 3000 de Charles Stone III (en) : Fryman
- 2005 : Jarhead : La Fin de l'innocence (Jarhead) de Sam Mendes : Dave Fowler
- 2006 : Les Chemins du triomphe (Glory Road) de James Gartner : Moe Iba
- 2006 : Rescue Dawn de Werner Herzog : Pilote Lessard
- 2007 : Lucky You de Curtis Hanson : Jason Keyes
- 2007 : Gordon Glass d'Omar Benson Miller : Trot Mitchell
- 2008 : The Express de Gary Fleder : Roger « Hound Dog » Davis
- 2008 : Touching Home de Logan Miller et Noah Miller : Timmy « Mac » McClanahan
- 2008 : Pants on Fire de Colin Campbell : Doc
- 2010 : Mirrors 2 de Victor García : Henry Schow
- 2010 : Le Livre d'Eli (The Book of Eli) d'Albert et Allen Hughes : Martz
- 2010 : The Dry Land de Ryan Piers Williams : Joe Davis
- 2010 : Answer This! de Christopher Farah : Izzy « Ice » Dasselway
- 2012 : Best Man Down de Ted Koland : Winston
- 2013 : Gangster Squad de Ruben Fleischer : Neddy Herbert
- 2014 : Albert à l'ouest (A Million Ways to Die in the West) de Seth MacFarlane : Lewis
- 2014 : The Homesman de Tommy Lee Jones : Bob Giffen
- 2015 : Sun Choke de Ben Cresciman : Un agresseur
- 2017 : Les Gardiens de la Galaxie Vol. 2 (Guardians of the Galaxy Vol. 2) de James Gunn : Retch
- 2017 : L'Exécuteur (Shot Caller) de Ric Roman Waugh : Chopper
- 2018 : Hotel Artemis de Drew Pearce : Trojan Nash
- 2018 : Criminal Squad (Den of Thieves) de Christian Gudegast : Bo 'Bosco' Ostroman

#### Courts métrages
- 2003 : Carnival Sun de Peter J. Nieves : Un voyou
- 2011 : This Never Happened de Rob Schroeder : Patrick

### Télévision

#### Séries télévisées
- 1998 : Pacific Blue : Billy
- 1998 : Felicity : Un homme
- 1998 - 1999 : Le Flic de Shanghaï (Martial Law) : Munro
- 1999 : Walker, Texas Ranger : Un homme
- 1999 : Good Versus Evil : Buddy
- 1999 : Nash Bridges : Markus
- 2000 : Les Médiums (The Others) : Ethan
- 2000 : Washington Police (The District) : Ronnie
- 2000 : Beyond Belief: Fact or Fiction : Johnny Pope
- 2001 : Le protecteur (The Guardian) : Malcolm Dempsy
- 2001 : Urgences (ER) : Todd
- 2001 : On the Road Again : David « Ikey » Eichorn
- 2001 : Going Greek : Le colocataire de Stoner
- 2003 : Le Monde de Joan (Joan of Arcadia) : Bob Morrisey
- 2007 - 2008 : October Road : David « Ikey » Eichman
- 2008 : Dr House (House M.D.) : Bill
- 2009 : Les Experts : Manhattan (CSI : NY) : Junior Mosley
- 2009 : Dark Blue : Unité infiltrée (Dark Blue) : Hallsy
- 2010 : Detroit 1-8-7 : Steven Hayes
- 2011 : Hawaii 5-0 : Sal Groves / Serpent
- 2011 : Brothers & Sisters : Dan
- 2012 : Esprits Criminels (Criminal Minds) : Chris Stratton
- 2014 : Houdini, l'illusionniste (Houdini) : Jim Collins
- 2015 : Backstrom : Gene / Eugene Visser
- 2015 : Graceland : Agent Colby Moore
- 2015 - 2016 : Les Experts : Cyber (CSI : Cyber) : Python / Dante Wilkerson
- 2017 : Santa Clarita Diet : Jevin
- 2017 : Midnight, Texas : Peter Lowry
- 2017 : Legends of Tomorrow (DC's Legends of Tomorrow) : Dick Rory
- 2019 : Titans : Len Armstrong
- 2020 : Next : Ray

#### Téléfilms
- 1997 : On the line d'Elodie Keene : Lotchen
- 2004 : The Book of Ruth de Bill Eagles : Ruby
- 2010 : L'Homme aux miracles (Healing Hands) de Bradford May : Mike